# 抱え (相撲)
抱え（かかえ）とは、江戸時代の勧進相撲における力士の身分保障の一つ。力士が大名家に家臣として取り立てられて、武士の身分となった。

## 概要
元々相撲は武士の間で、戦闘訓練の一つとして盛んに行われていた（武家相撲）。そのため戦国大名の中には、相撲に強いものを家臣として取り立てた大名がいた。徳川時代になって戦乱が遠い昔となってもその風習は続き、相撲の実力で家臣となった武士を特に「相撲衆」と呼んだ。徳川時代初期の相撲愛好大名としては前田利常が有名で、50人の相撲人を抱えており、その居住区は相撲町と呼ばれた。同じ北陸に所領を持つ越前松平家や小浜酒井家との相撲対抗に熱中するなど、この当時すでに実態としては武芸鍛錬よりも大名の娯楽としての要素が強かったといえる。
ところが町人の間で盛んになっていた土地相撲（勧進相撲）は浪人が参加することによりいざこざの種になり、17世紀半ばに江戸、大坂などで相次いで禁令が出される。大名の間での相撲熱も逼塞し、相撲は冬の時代を迎える。
勧進相撲は約30年の間隔を経て17世紀末に禁が解け、興行はますます盛んになってゆく。大名の抱え力士も復活したが、この時の抱えの手段は、相撲人をスカウトする方法から、藩内で職業力士を育成する方法が主流になってきた。各地で行われる相撲興行の勧進元にも顔を通じて自藩の力士を積極的に出場させ、本場所で活躍した力士を正式に抱えとした。力士の立場は、藩主家の家臣から藩の看板へと変化していったのである。やがて18世紀後半に勧進相撲の制度が整備されると相撲人気はうなぎのぼりになり、各藩の相撲熱もさらに高まった。有望力士の引き抜き合戦が起こり、各藩の江戸藩邸は、優秀な力士を獲得すべく情報収集に努めた。
力士にとっても、当時は勧進元との永続的な雇用契約は存在しなかったため、場所に出場して、更に安定した生活保障を得るためにも、大名抱えとなるメリットは大きかった。番付表にも自身の出身地ではなく抱えの藩名が書かれるなど、帰属意識は相撲部屋ではなく藩にあった。本場所では同じ藩の抱え力士同士の取組は組まれず、逆に抱えが違えば同部屋対戦もありえた。
力士の帰属意識が藩に向くようになったため、勧進元は出場力士の確保のために各藩と交渉を行った（直接の交渉相手は江戸の藩邸詰めの家老）。大名の中には自身の立場を嵩（かさ）に着て、番付・取組編成などにも口を挟むことがあった。勧進元も、力士が出場しないことには自身が大赤字を喰らいかねなかったため、ある程度は藩主の要求を呑まざるを得なかった。例えば、藩主側が、藩のある抱え力士の本場所の取組結果について藩の他の抱え力士を介して延々と物言いを続けさせ、勧進元をして「預り」という「政治的な決着」に誘導する（星取り表の表面上は引き分けとさせる）などの巧妙な圧力を加えたため、勝負事としての公正さ・合理性のない興業となる事もしばしばであった。

## 主な抱え力士
- 仙台藩伊達家 - 2代谷風梶之助など[注釈 1]
- 姫路藩酒井家 - 雪見山堅太夫、初代不知火光右エ門など
- 出雲藩松平家 - 雷電爲右エ門、稲妻雷五郎など
- 高松藩松平家 - 初代谷風梶之助など
- 久留米藩有馬家 - 小野川喜三郎など